# Jan Pazdera
Jan Pazdera (* 18. června 1985, Brno) je český florbalový klubový a reprezentační trenér. Jako bývalý trenér klubu Florbal MB je mistr Česka sezóny 2017/2018 a dvojnásobný vicemistr.

## Klubová kariéra
Pazdera začínal trénováním mládeže v klubu FBC Orel Lichnov v roce 2002. O dvě sezóny později vedl i mužský tým IBK Olomouc v regionální lize. V roce 2007 se přesunul do Prahy, kde se také věnoval mládeži v klubu SSK Future i ve spolupracujícím oddíle Black Angels. Mimo jiné se staršími žáky Future zvítězil na mistrovství republiky. V sezóně 2011/2012 se stal asistentem trenéra mužského týmu Future v nejvyšší soutěži. Po té, co hlavní trenér po neúspěšném začátku ročníku odstoupil, ho Pazdera nahradil a tým dovedl k záchraně v lize. Ve Future skončil v polovině následující sezóny pro rozpory s vedením klubu, který krátce po té zanikl.
Před sezónou 2013/2014 převzal od svého bratra Michala roli trenéra v prvoligovém týmu TJ Sokol Královské Vinohrady. Ten dovedl k návratu do nejvyšší soutěže, ve které tým hrál již o sedm let dříve. V další sezóně pomohl Vinohradům v baráži s udržením v soutěži.
Následně nahradil Jana Zahalku na lavičce mladoboleslavského klubu Florbal MB. Tam Pazdera působil celkem čtyři ročníky, během kterých získal s Boleslaví v sezóně 2017/2018 první klubový mistrovský titul. Mimo to zvítězili v ročníku 2016 v pohárové soutěži, získali i dva vicemistrovské tituly v sezónách 2016/2017 a 2018/2019, a ve třech ročnících zvítězili v základní části, z toho dvakrát s rekordním počtem bodů. V klubu působil i jako sportovní manažer. V trenérské roli ho po jeho odchodu nahradil dosavadní kapitán Petr Novotný.
Jeho dalším angažmá byl prvoligový klub Kanonýři Kladno, kde se stal jak trenérem s cílem návratu do Superligy, tak sportovním ředitelem. Po dvou ročnících nedohraných kvůli pandemii covidu-19, byl nečekaně na začátku sezóny 2021/2022 odvolán. Zbytek sezóny strávil v roli konzultanta v klubu FBS Olomouc.
V roce 2022 se stal trenérem juniorů v klubu EräViikingit z finských Helsinek. O rok později se v oddíle stal i asistentem trenéra mužského týmu hrajícího nejvyšší finskou ligu.

## Reprezentační kariéra
Pazdera se v roce 2019 stal asistentem trenéra Jaroslava Berky u juniorské reprezentace. Tu na mistrovství světa do 19 let v roce 2021 dovedli k obhajobě mistrovského titulu.
Od roku 2023 je trenérem nově založené mužské reprezentace do 23 let.

## Rodina
Pazderův starší bratr Michal byl také florbalový trenér. Bratři se opakovaně setkali v zápasech jako soupeři.
Po té co Jan převzal po Michalovi vedení týmu TJ Sokol Královské Vinohrady, se Michal stal trenérem v klubu FBC Česká Lípa, který stejně jako Vinohrady hrál 1. ligu. V sezóně 2013/2014 se mimo zápasů v základní části (které vyhrály Vinohrady) navíc utkali v semifinále play-off, kde byly také úspěšnější Vinohrady (přestože Česká Lípa vyhrála základní část).
Michal se v roce 2017 po pěti letech vrátil na lavičku Vinohrad, které mezitím sestoupily znovu do 1. ligy. V sezóně 2017/2018 s nimi postoupil zpět do Superligy. Tam se v následující sezóně opět střetával s Janem, který vedl Mladou Boleslav.